# Miracles (Someone Special)
Miracles (Someone Special) is een nummer van de Britse rockband Coldplay uit 2017, in samenwerking met de Amerikaanse rapper Big Sean. Het is de derde single van Coldplay's dertiende ep Kaleidoscope.
Het nummer gaat over doorzettingsvermogen, uitblinken en nooit opgeven. Het was voor het eerst in negen jaar dat Coldplay weer eens met een rapper samenwerkte, in Lost+ uit 2008 werkte de band namelijk samen met rapper Jay-Z. "Miracles (Someone Special)" werd in een paar landen een klein hitje. In het Verenigd Koninkrijk had het nummer met een 54e positie niet heel veel succes. In de Nederlandse Top 40 haalde het de 30e positie, en in de Vlaamse Ultratop 50 de 26e.